# Milano-Torino 1953
La Milano-Torino 1953, trentanovesima edizione della corsa, si svolse il 15 marzo 1953 su un percorso di 226 km. La vittoria fu appannaggio dell'italiano Luciano Maggini, che completò il percorso in 5h53'04", precedendo i connazionali Loretto Petrucci e Donato Zampini.
I corridori che presero il via da Milano furono 133, mentre coloro che tagliarono il traguardo di Torino furono 101.

## Ordine d'arrivo (Top 10)
| Pos. | Corridore        | Squadra     | Tempo    |
| ---- | ---------------- | ----------- | -------- |
| 1    | Luciano Maggini  | Atala       | 5h53'04" |
| 2    | Loretto Petrucci | Lygie       | s.t.     |
| 3    | Donato Zampini   | Benotto     | s.t.     |
| 4    | Remo Bartalini   | Fréjus      | s.t.     |
| 5    | Mario Baroni     | Ganna-Ursus | s.t.     |
| 6    | Giorgio Albani   | Legnano     | s.t.     |
| 7    | Andrea Prisco    | Ganna-Ursus | s.t.     |
| 8    | Aldo Bini        | Bartali     | s.t.     |
| 9    | Ferdi Kübler     | Fiorelli    | s.t.     |
| 10   | Dante Rivola     | Bartali     | s.t.     |